# 13493 Lockwood
A 13493 Lockwood (ideiglenes jelöléssel 1985 PT) a Naprendszer kisbolygóövében található aszteroida. Edward L. G. Bowell fedezte fel 1985. augusztus 14-én.